# Pankow (metrostation)
Het metrostation Pankow liet zo'n zeventig jaar op zich wachten. Een noordelijke verlenging van de U2 was reeds bij de opening van station Vinetastraße in 1930 voorzien, maar werd vanwege de economische crisis niet gerealiseerd. Plannen de lijn door te trekken tot het S-Bahnstation Pankow, of nog verder tot Pankow-Kirche, bleven decennialang bestaan. De eerste concrete werkzaamheden vonden echter pas aan het eind van de jaren 1980 plaats. De DDR-autoriteiten achtten het project noodzakelijk, omdat het Oost-Berlijnse metronet niet over een werkplaats voor kleinprofielmaterieel beschikte. Om deze onbevredigende situatie op te lossen wilde men parallel aan de S-Bahnsporen bij station Pankow een nieuwe werkplaats voor de kleinprofiellijn bouwen. In 1988 kwam een gedeelte van de tunnel ten noorden van station Vinetastraße gereed; in 1994 werden in deze tunnel keersporen aangelegd.
In het midden van de jaren 1990 kwam het dichten van de 1,5 kilometer lange ontbrekende schakel tussen metro en S-Bahn opnieuw ter sprake en in 1997 begon men uiteindelijk met de aanleg van de verlenging. De in de DDR-tijd voorziene werkplaats werd niet gebouwd, omdat de werkplaats Grunewald voldoende capaciteit bezat. Wel werden met het oog op een eventuele toekomstige bouw van een werkplaats in Pankow wissels aangelegd.
De extreem hoge grondwaterspiegel ter plaatse en archeologische vondsten tijdens de bouw vertraagden het project aanzienlijk. Uiteindelijk kon het nieuwe metrostation Pankow op 16 september 2000 in gebruik genomen worden.
Het metrostation heeft een eilandperron en ligt iets ten westen van de straat, direct onder het S-Bahnstation. De wanden en de zuilen van de perronhal zijn bekleed met glanzende witte tegels, die het station een bijzonder lichte uitstraling geven. Door enkele lichtkoepels kan bovendien daglicht tot op het perron doordringen. Aan de noordzijde van het metrostation verrees een stationshal van glas, die tevens de verbinding – door middel van (rol)trappen en een lift – met het S-Bahnperron vormt. Het ontwerp van het nieuwe stationscomplex is van de hand van het Berlijnse bureau Architektensocietät.
Verdere verlenging naar het noorden, tot in het centrum van Pankow, is nog altijd actueel. Als een van een bijzonder klein aantal projecten is een lijn naar Pankow-Kirche zelfs opgenomen in het prioriteitenplan voor het stadsvervoer tot 2030.